# Scopula sheljuzhkoi
Scopula sheljuzhkoi là một loài bướm đêm trong họ Geometridae.